# Niels Moeller Lund
Niels Moeller Lund (Nascimento, Faaborg, Dinamarca, 1863 - morte, Londres, 1916) (em dinamarquês:  Niels Møller Lund ) era um artista dinamarquês. Ele cresceu em Newcastle upon Tyne e estudou na Académie Julian em Paris. Ele é conhecido por suas pinturas impressionistas da Inglaterra, particularmente de Londres e do Nordeste. Sua pintura mais conhecida - O Coração do Império - está na Galeria de Arte Guildhall. Ele inspirou a pintura de Frederic Marlett Bell-Smith com o mesmo nome, que também representava a Threadneedle Street.

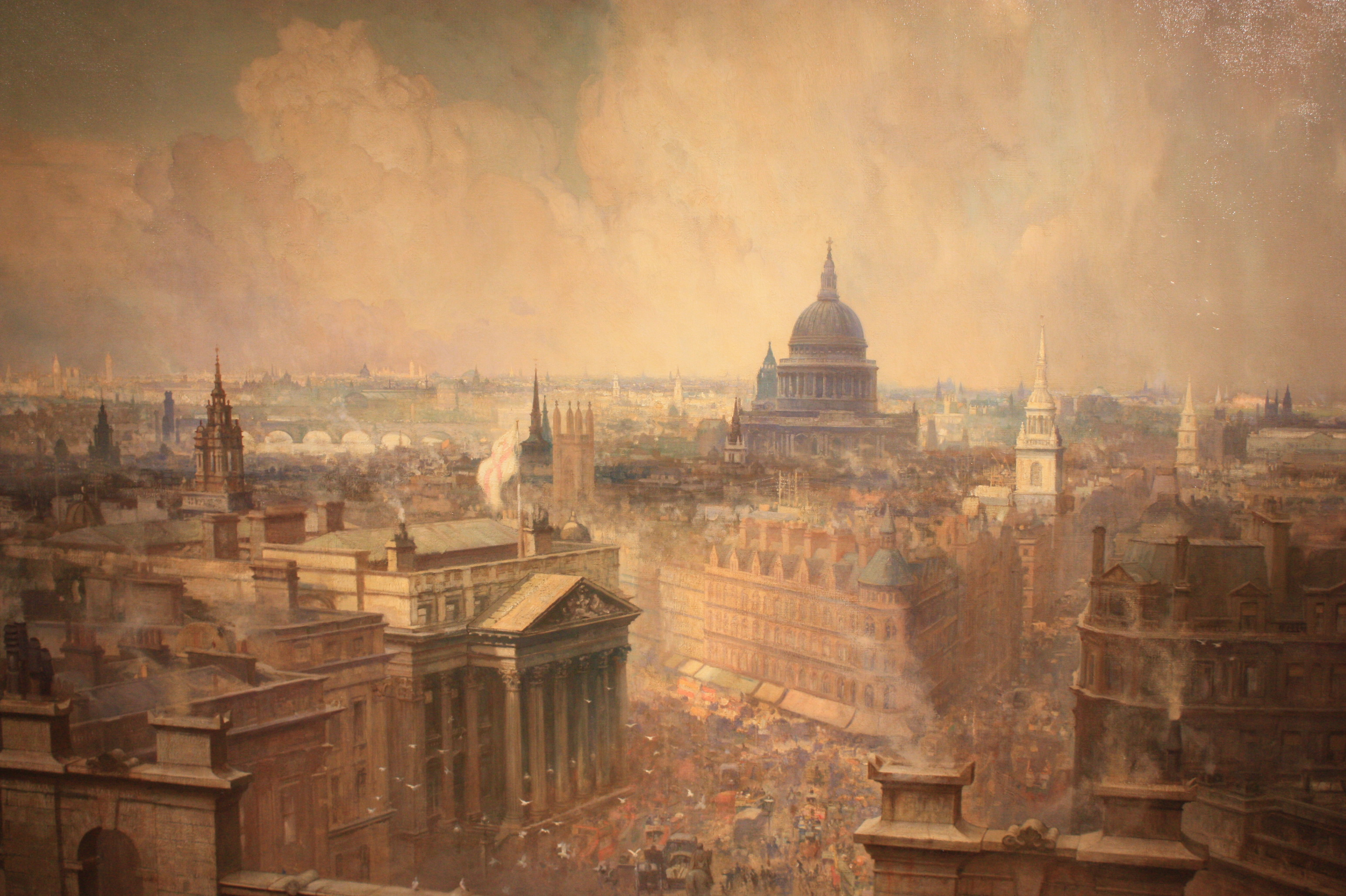
O Coração do Império, Niels Moeller Lund, 1904.

## Trabalho
- Ataque à bateria japonesa em Shimonoseki, Museu Nacional da Marinha Real, Portsmouth
- Depois da Chuva, Shipley Art Gallery
- Noite de Inverno, Galeria de arte Laing
- Corfe Castle, Dorset, Galeria de Arte Laing
- No Meio da Música Selvagem do Glen, Galeria de Arte Laing
- Newcastle upon Tyne de Gateshead, Galeria de arte de Laing
- Newcastle upon Tyne do Leste, Galeria de arte de Laing
- O Coração do Império, Galeria de Arte Guildhall
- John Cooke Esq, Conselho Municipal de Derry
- Joseph Cooke, Conselho da Cidade de Derry